# La Menta (Piura)
La Menta es un caserío peruano ubicado en el distrito de Las Lomas, perteneciente a la provincia y departamento de Piura, al norte del Perú. 

## Ubicación
La Menta se ubica al noreste de la provincia de Piura, en el distrito de Las Lomas, en el departamento de Piura.

## Demografía
En 2017 La Menta tenía una población de 301 habitantes.
| Gráfica de evolución demográfica de La Menta entre 1993 y 2017             |
|                                                                            |
| Fuentes: Población 1993 (junto con La Menta Alta y La Menta Centro) y 2017 |